# Aleksej Mirantjuk
Aleksej Andrejevitj Mirantjuk (russisk: Алексей Андреевич Миранчук, tr. Aleksej Andrejevitj Mirantjuk; født 17. oktober 1995 i Slavjansk-na-Kubáni, Rusland), er en russisk fodboldspiller (angriber/midtbane). Han spiller for Atalanta B.C. (2020).
Han spillede for den russiske ligaklub Lokomotiv Moskva. Han er tvillingebror til Anton Mirantjuk.

## Landshold
Mirantjuk har (pr. juni 2018) spillet 18 kampe og scoret fire mål for det russiske landshold. Han debuterede for holdet 7. juni 2015 i en venskabskamp mod Hviderusland. Her scorede han det ene mål i den russiske sejr på 4-2. Han blev udtaget til den russiske trup til Confederations Cup 2017 og VM 2018, begge på hjemmebane.